# Enyedi György (geográfus)
Enyedi György (Budapest, 1930. augusztus 25. – Budapest, 2012. szeptember 10.) Széchenyi-díjas magyar geográfus, közgazdász, egyetemi tanár, a Magyar Tudományos Akadémia rendes tagja, 1999 és 2002 között alelnöke. A társadalomföldrajz és a regionális tudomány neves kutatója.

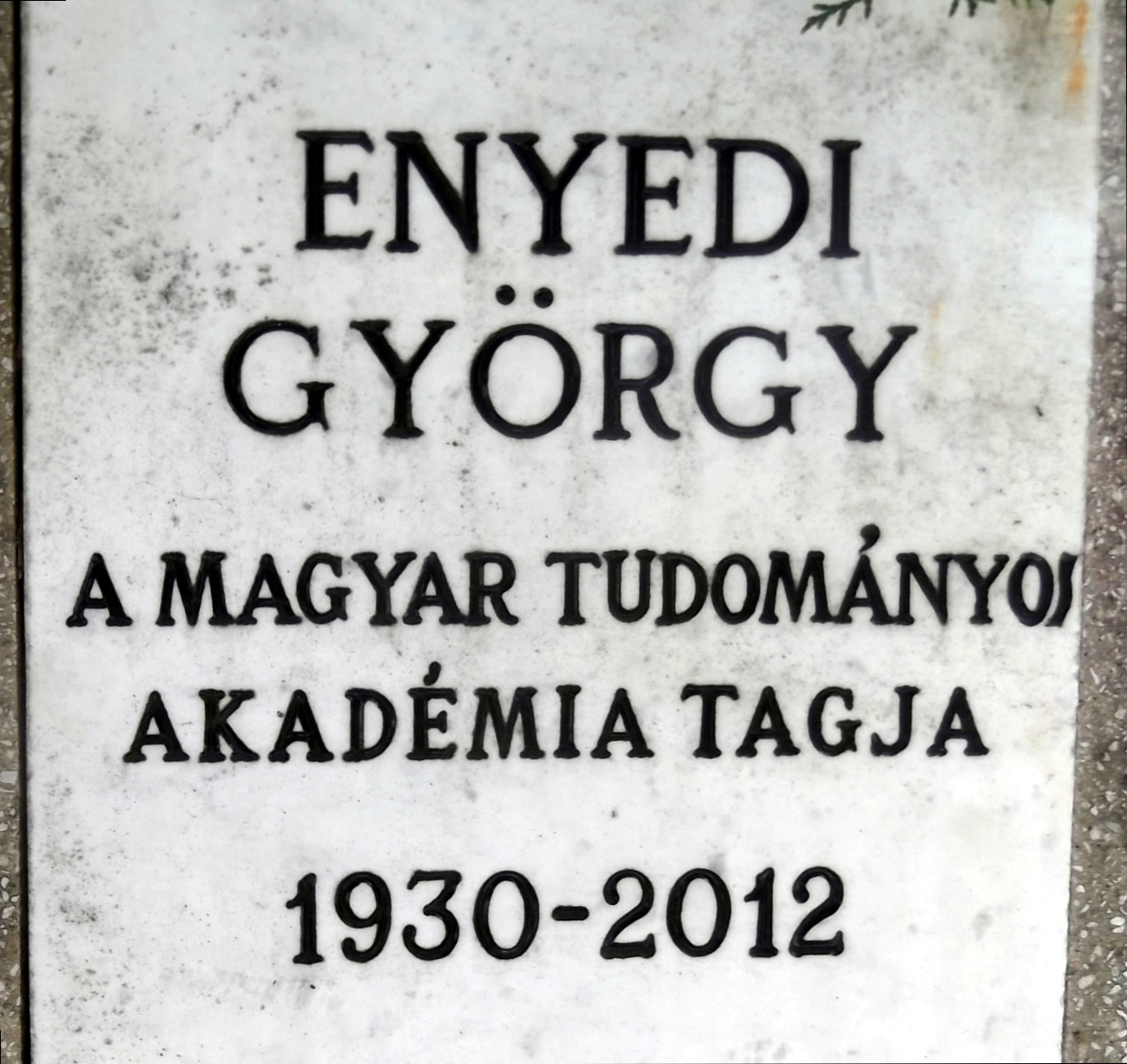
Sírja a Farkasréti temetőben

## Életpályája
Eichbaum Béla (1901–1945) labdarúgó és Moik Erzsébet Emma fia. Középiskolai tanulmányait a budapesti Piarista Gimnáziumban végezte. A vészkorszak alatt Angyalföldön talált menedéket. 1949-ben kezdte meg egyetemi tanulmányait a Marx Károly Közgazdaságtudományi Egyetemen a Regionális Tervezés-gazdaságföldrajz szakon, ahol 1953-ban szerzett diplomát. 1958-ban szerezte meg egyetemi doktorátusi címét.
Diplomájának megszerzése után egyetemén tanársegédi állást kapott, majd 1955-ben átment a Gödöllői Agrártudományi Egyetemre, ahol előbb tanársegédként, majd adjunktusként dolgozott. 1960-ban távozott az egyetemről, amikor a Magyar Tudományos Akadémia Földrajztudományi Intézetének munkatársa lett. 1962-ig osztályvezető volt, majd az intézet helyettes igazgatójává nevezték ki. Ezt a tisztségét 1969-ig töltötte be. 1974-ben főmunkatársi címet kapott, valamint 1976 és 1983 között ismét osztályvezetőként dolgozott. 1983-ban távozott az intézettől, amikor az MTA Regionális Kutatási Központjának főigazgatójává nevezték ki. 1991-ben az intézet kutatóprofesszora.
Intézeti állásai mellett több egyetemen oktatott: 1962 és 1969 között a debreceni Kossuth Lajos Tudományegyetem docense, majd 1976-tól címzetes egyetemi tanára. 1985 és 1990 között a pécsi Janus Pannonius Tudományegyetem egyetemi tanára volt, majd 1990-ben az Eötvös Loránd Tudományegyetem szociálpolitikai tanszékének egyetemi tanára lett. Az egyetemről 2001-ben, az intézettől 2008-ban vonult nyugdíjba.
1962-ben védte meg a földrajztudományok kandidátusi, 1975-ben akadémiai doktori értekezését. Az MTA Regionális Tudományok Bizottságának lett tagja. 1982-ben a Magyar Tudományos Akadémia levelező, 1990-ben pedig rendes tagjává választották. 1988 és 1996 között az akadémia nemzetközi titkára volt. 1999-ben a londoni Európai Akadémia is felvette tagjai sorába. 1998 és 1999 között az Országos Tudományos Kutatási Alap alelnöke volt. 1996-tól 1999-ig az MTA tudományos szakfolyóirata, a Magyar Tudomány főszerkesztője volt.
A magyar és nemzetközi tudományos közéletben is szerepet vállalt: 1984-ben a Nemzetközi Földrajzi Unió alelnökévé választották, mely tisztséget 1992-ig töltött be. 1994 és 1997 között az Országos Környezetvédelmi Bizottság, 1995 és 1998 között az Országos Területfejlesztési Tanács tagja, 1998 és 2002 között a Magyar UNESCO-Bizottság elnöke volt. Több nemzeti és külhoni földrajzi társaság tiszteletbeli tagjává választották.

## Munkássága
Kutatási területe a regionális tudomány, ezen belül a társadalomföldrajz. Kutatásai során vizsgálta a társadalom és a gazdaság régiók (agrártérség–ipari) közötti, valamint településhálózaton (falu–város) belüli egyenlőtlenségeit.
Emellett leírta az ezt kiváltó mechanizmusokat és kidolgozott egy erre felépíthető modellt. További elméleti eredménye a falusi régió koncepciójának kidolgozása, amely szerint a falusi térség nemcsak befogadója vagy elszenvedője a városi hatásoknak, hanem saját dinamizmusa van: idegenforgalom, környezetóvás, illetve adott esetben a városban dolgozók lakóhelye. Felállította és kidolgozta ezenkívül a globális városiasodásos (urbanizációs) ciklus modelljét. A rendszerváltás után időszakban az átmenet magyarországi térfolyamatait vizsgálta.
Munkássága jelentős a magyar és nemzetközi geográfiai tudomány egymás közti kapcsolatának felerősítésében.

## Családja
Nős, házasságából egy leánygyermek, Enyedi Ildikó filmrendező született. Veje: Wilhelm Droste Magyarországon élő német irodalomtörténész.

## Díjai, elismerései
- Akadémiai Díj (1961)[5]
- Kőrösi Csoma-érem (1986)[5]
- Pro Regio díj (1993)
- Trefort Ágoston-díj (1994)[5]
- Pro Regio-díj (1995)[5]
- Széchenyi-díj (1998) – A hazai és a nemzetközi regionális kutatások területén elért kiemelkedő, iskolateremtő tudományos munkásságáért. Tudományos megállapításai alapjául szolgáltak az új magyar területi politika kialakításához.
- A Magyar Köztársasági Érdemrend középkeresztje (2004)[5]
- Hazám-díj (2007)[5]
- Pro Renovanda Cultura Alapítványi Fődíj (2008)[5]
- Hild János-díj (2009)[5]

## Főbb publikációi
- A magyar mezőgazdaság termelési körzetei (1961)
- A Délkelet-Alföld mezőgazdasági földrajza (1964)
- A mezőgazdaság földrajzi típusai Magyarországon (1965)
- Hungary: An Economic Geography Boulder (1976)
- Kelet-Közép-Európa gazdasági földrajza (1978)
- Falvaink sorsa (1980)
- Földrajz és társadalom (1983)
- Az urbanizációs ciklus és a magyar településhálózat átalakulása : akadémiai székfoglaló 1982. december 6. (1984)
- A városnövekedés szakaszai (1988)
- Budapest – A Central European Capital (Szirmai Viktóriával, 1992)
- Regionális folyamatok Magyarországon (1996)
- Social Change and Urban Restructuring in Central Europe (1998)

## Emlékezete
- A gödöllői Szent István Egyetemen az Enyedi György Regionális Tudományok Doktori Iskola az ő nevét viseli.
- Emlékét gondozza a róla elnevezett Enyedi György Regionális Tudományi Alapítvány, melynek elnöki tisztségét barátja és kutató-társa, Rechnitzer János tölti be.